# Aldéhyde-déshydrogénase 2
An Error has occurred retrieving Wikidata item for infobox
L'aldéhyde-déshydrogénase 2 est une enzyme hépatique permettant la transformation de l'acétaldéhyde en acide acétique. Son gène est le ALDH2 situé sur le chromosome 12 humain.

## Génétique
Il existe des variants du gène ALDH2 entraînant une diminution de l'activité de l'enzyme, essentiellement présents en Extrême-Orient et entraînant une intolérance à la prise d'alcool. En effet, l'alcool, une première fois métabolisé en éthanal, n'est plus transformé en acide acétique (ou acétate), suscitant une sensation désagréable de nausée, proche de celle ressentie lors d'une gueule de bois ou sous l'effet du disulfirame, un médicament utilisé contre l'alcoolisme,. Cette variante du gène ALDH2 à elle seule ne suffit toutefois pas à empêcher l'alcoolisme : on a ainsi constaté qu'entre 1972 et 1992, le nombre de Japonais porteurs de cette variante et ayant des comportements alcooliques avait augmenté de 2,5 % à 13 %, notamment sous l'influence d'une culture de la boisson s'étant développé dans les milieux d'affaires .	
Ce variant est également associé avec un risque accru d'angor spastique et de syndrome coronarien aigu en favorisant probablement l'inflammation et la circulation de cellules souches endothéliales. Il augmente également le risque de survenue d'un cancer, d'un diabète ainsi que de certaines maladies neurodégénératives.